# Теміржол
Теміржо́л (каз. Теміржол) — село у складі Жетисайського району Туркестанської області Казахстану. Входить до складу Макталинського сільського округу.
У радянські часи село називалось Отділення № 2 совхоза Махтали, до 2008 року — Желєзнодорожне.
Населення — 476 осіб (2021; 458 у 2009, 379 у 1999, 300 у 1989).